# Пол, Брэндон
Брэндон Пол (англ. Brandon Paul; род. 30 апреля 1991, Герни, Иллинойс, США) — американский профессиональный баскетболист, играющий на позиции атакующего защитника.

## Карьера

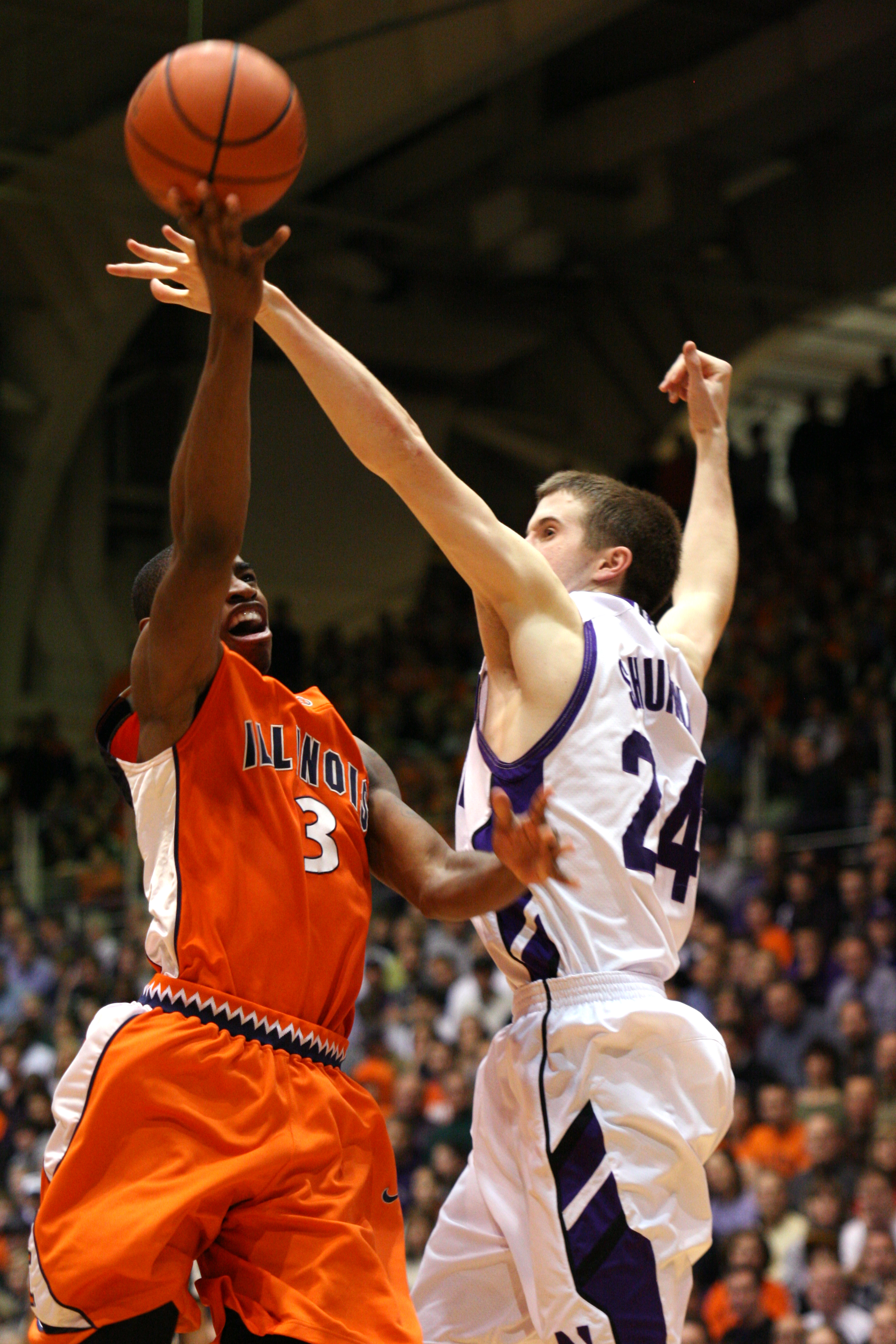
Брэндон Пол в составе команды Университета Иллинойс

С 2009 по 2013 годы Пол выступал в NCAA за команду Университета Иллинойс. На драфте-2013 Пол не был выбран ни одной из команд НБА.
В Летней лиге НБА в Лас-Вегасе, где на Брэндона обратил своё внимание наставник «Нижнего Новгорода» Зоран Лукич, Пол выступал за «Миннесоту Тимбервулвз». В августе 2013 года подписал контракт на один сезон с нижегородским клубом, проведя в его составе 22 матча (10 Единая лига ВТБ и 12 Еврокубок), набирая в среднем 5,9 очка и делая 2,5 подбора. В феврале 2014 года «Нижний Новгород» и Брэндон Пол приняли решение расторгнуть контракт по обоюдному согласию, ввиду разногласий между игроком и главным тренером Зораном Лукичем.
В феврале 2014 года Пол стал игроком «Кантон Чардж», в составе которого набирал 15,0 очка и 4,4 подбора в среднем за матч.
Перед началом сезона 2015/2016 Пол подписал контракт с «Ховентут».
Летом 2016 года Пол выступал в Летней лиге НБА в составе «Филадельфии 76», где набирал 10,7 очка и 1,7 перехвата. По его окончании Брэндон получил приглашение в тренировочный лагерь «Сиксерс». В июле 2016 года подписал контракт с клубом, но в октябре был отчислен из команды.
В октябре 2016 года Пол перешёл в «Анадолу Эфес».
Летом 2017 года Пол выступил в Летней лиге НБА в Орландо в составе «Даллас Маверикс», набирая 16,5 очка, 5,5 подбора и 3,0 передачи. По его окончании подписал контракт с «Сан-Антонио Спёрс». В составе команды провёл 64 матча, набирая 2,3 очка и 1,1 подбора в среднем за игру. В июле 2018 года «Спёрс» отчислили Пола из команды.
В конце декабря 2018 года Пол стал игроком «Чжэцзян Голден Буллз». В дебютном матче против «Цзилинь Нортист Тайгерс» (104:93) Брэндон набрал 40 очков, 8 подборов, 5 передач и 3 перехвата. Спустя 5 дней Брэндон оформил свой первый трипл-дабл в КБА, набрав 51 очко, 17 подборов и 11 передач в игре с «Фуцзянь Сюньсин» (111:105).
В июле 2019 года Пол подписал 2-летний контракт с «Олимпиакосом».
В июле 2024 года Пол перешёл в «Бурк».

## Достижения
- Чемпион Германии: 2022/2023

## Статистика

### Статистика в колледже
| Сезон                                                                                   | Команда  | GP | GS | MPG  | FG%  | 3P%  | FT%  | RPG | APG | SPG | BPG | PPG  |  |
| --------------------------------------------------------------------------------------- | -------- | -- | -- | ---- | ---- | ---- | ---- | --- | --- | --- | --- | ---- |  |
| 2009/10                                                                                 | Иллинойс | 36 | 15 | 18,9 | 33,3 | 27,9 | 64,4 | 3,1 | 1,3 | 0,8 | 0,1 | 7,8  |  |
| 2010/11                                                                                 | Иллинойс | 34 | 10 | 22,4 | 39,9 | 36,1 | 76,7 | 3,1 | 2,1 | 1,1 | 0,4 | 9,0  |  |
| 2011/12                                                                                 | Иллинойс | 32 | 30 | 33,4 | 39,2 | 33,3 | 72,7 | 4,7 | 2,9 | 1,4 | 0,8 | 14,7 |  |
| 2012/13                                                                                 | Иллинойс | 36 | 35 | 32,1 | 40,1 | 32,5 | 73,8 | 4,4 | 2,7 | 1,2 | 0,6 | 16,6 |  |
| Наведите курсор мыши на аббревиатуры в заголовке таблицы, чтобы прочесть их расшифровку |          |    |    |      |      |      |      |     |     |     |     |      |  |

### Статистика в Д-Лиге
| Сезон                                                                                    | Команда      | Регулярный сезон | Регулярный сезон | Регулярный сезон | Регулярный сезон | Регулярный сезон | Регулярный сезон | Регулярный сезон | Регулярный сезон | Регулярный сезон | Регулярный сезон | Регулярный сезон | Серия плей-офф | Серия плей-офф | Серия плей-офф | Серия плей-офф | Серия плей-офф | Серия плей-офф | Серия плей-офф | Серия плей-офф | Серия плей-офф | Серия плей-офф | Серия плей-офф |
| Сезон                                                                                    | Команда      | GP               | GS               | MPG              | FG%              | 3P%              | FT%              | RPG              | APG              | SPG              | BPG              | PPG              | GP             | GS             | MPG            | FG%            | 3P%            | FT%            | RPG            | APG            | SPG            | BPG            | PPG            |
| ---------------------------------------------------------------------------------------- | ------------ | ---------------- | ---------------- | ---------------- | ---------------- | ---------------- | ---------------- | ---------------- | ---------------- | ---------------- | ---------------- | ---------------- | -------------- | -------------- | -------------- | -------------- | -------------- | -------------- | -------------- | -------------- | -------------- | -------------- | -------------- |
| 2013/14                                                                                  | Кантон Чардж | 2                | 0                | 10,7             | 37,5             | 75,0             | 50,0             | 2,0              | 1,5              | 1,0              | 0,0              | 5,0              | Не участвовал  | Не участвовал  | Не участвовал  | Не участвовал  | Не участвовал  | Не участвовал  | Не участвовал  | Не участвовал  | Не участвовал  | Не участвовал  | Не участвовал  |
| 2014/15                                                                                  | Кантон Чардж | 43               | 24               | 26,3             | 46,5             | 38,2             | 79,5             | 4,4              | 1,8              | 1,1              | 0,5              | 15,0             | Не участвовал  | Не участвовал  | Не участвовал  | Не участвовал  | Не участвовал  | Не участвовал  | Не участвовал  | Не участвовал  | Не участвовал  | Не участвовал  | Не участвовал  |
|                                                                                          | Всего        | 45               | 24               | 25,6             | 46,4             | 38,8             | 79,2             | 4,3              | 1,8              | 1,1              | 0,5              | 14,6             | Не участвовал  | Не участвовал  | Не участвовал  | Не участвовал  | Не участвовал  | Не участвовал  | Не участвовал  | Не участвовал  | Не участвовал  | Не участвовал  | Не участвовал  |
| Наведите курсор мыши на аббревиатуры в заголовке таблицы, чтобы прочесть их расшифровку. |              |                  |                  |                  |                  |                  |                  |                  |                  |                  |                  |                  |                |                |                |                |                |                |                |                |                |                |                |

### Статистика в других лигах
| Сезон                                                                                   | Команда         | Лига            | GP | GS | MPG  | FG%  | 3P%  | FT%  | RPG | APG | SPG | BPG | PPG |  |
| 2013/14                                                                                 | Все клубы       | Все лиги        | 22 | 7  | 13,7 | 37,7 | 33,3 | 78,7 | 2,5 | 0,7 | 0,6 | 0,5 | 6,0 |  |
| 2013/14                                                                                 | Нижний Новгород | Еврокубок       | 12 | 5  | 14,1 | 40,7 | 39,1 | 83,3 | 2,7 | 0,4 | 0,5 | 0,6 | 6,4 |  |
| 2013/14                                                                                 | Нижний Новгород | Единая лига ВТБ | 10 | 2  | 13,2 | 34,0 | 26,3 | 73,9 | 2,4 | 1,1 | 0,8 | 0,3 | 5,4 |  |
|                                                                                         |                 | Всего           | 22 | 7  | 13,7 | 37,7 | 33,3 | 78,7 | 2,5 | 0,7 | 0,6 | 0,5 | 6,0 |  |
| Наведите курсор мыши на аббревиатуры в заголовке таблицы, чтобы прочесть их расшифровку |                 |                 |    |    |      |      |      |      |     |     |     |     |     |  |